# Arthur Rowe
Arthur Rowe (ur. 17 sierpnia 1936 w Barnsley, zm. 13 września 2003 tamże) – brytyjski lekkoatleta, który specjalizował się w pchnięciu kulą.

## Kariera
W 1960 r. wystartował w igrzyskach olimpijskich – 17. miejsce w eliminacjach nie dało mu wówczas awansu do finału. Największe sukcesy międzynarodowe odniósł w 1958 roku kiedy to zdobył złoty medal mistrzostw Europy oraz wygrał igrzyska Imperium Brytyjskiego i Wspólnoty Brytyjskiej. W latach 1957–1961 aż piętnaście razy poprawiał rekord Wielkiej Brytanii w pchnięciu kulą (od wyniku 16,94 m do 19,56 m). Wielokrotny medalista mistrzostw AAA. Po zakończeniu kariery lekkoatletycznej podpisał kontrakt z klubem rugby league. Rekord życiowy: 19,56 m (7 sierpnia 1961, Mansfield).

## Osiągnięcia
| Rok  | Impreza                                                | Miejsce   | Pozycja           | Wynik |
| ---- | ------------------------------------------------------ | --------- | ----------------- | ----- |
| 1958 | Mistrzostwa Europy                                     | Sztokholm | 1. miejsce        | 17,78 |
| 1958 | Igrzyska Imperium Brytyjskiego i Wspólnoty Brytyjskiej | Cardiff   | 1. miejsce        | 17,57 |
| 1960 | Igrzyska olimpijskie                                   | Rzym      | el. – 17. miejsce | 16,68 |